# III Dwór
III Dwór (niem. III Hof), nazywany również „Polanką” – zabytkowa posiadłość przy ulicy Polanki 122, w dzisiejszej dzielnicy Gdańska, Oliwie.

## Historia

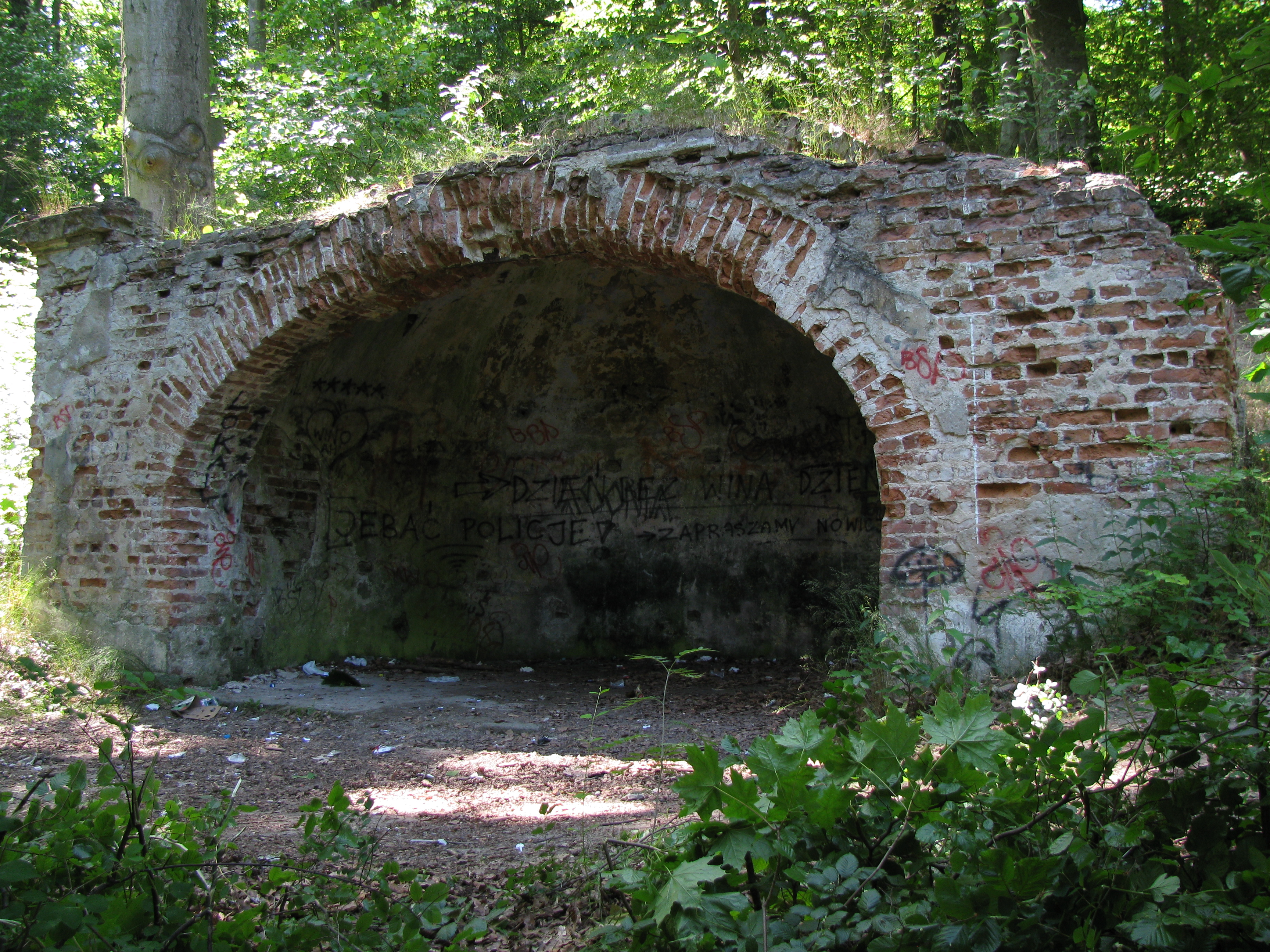
Muszla widokowa z końca XVIII wieku, która była leśnym schronieniem i punktem widokowym na morze

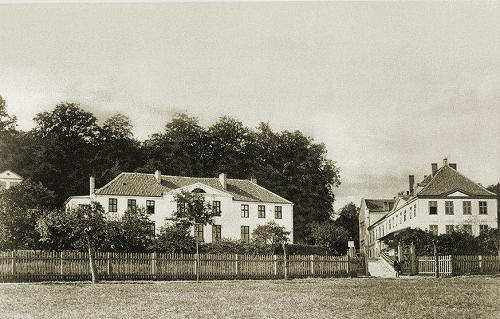
III Dwór: po lewej nieistniejący budynek południowy, po prawej północny, ok. 1900

Powstał, jak wszystkie inne dwory wzdłuż tego traktu, w pierwszej połowie XVII wieku. 8 VIII 1625 roku budynek nabył od Christiana Tempskiego, Helmich von Tweenhuysen. W 1784 roku dwór przeszedł na własność Henryka Florisa Schopenhauera, ojca Arthura Schopenhauera – najsłynniejszy gdański filozof spędził w dworku pięć lat ze swojego dzieciństwa (lata 1788–1793). W wyniku rozbiorów Polski i przejścia Gdańska pod administrację zaboru pruskiego rodzina Schopenhauerów opuściła dwór na Polankach.
Od 1855 roku funkcjonował tu zakład leczniczy, który w 1868 roku został zaadaptowany na przytułek dla sierot.
Budynek północny z XVIII wieku po 1945 roku został wyburzony do parteru i odbudowany w latach 80. Budynek południowy z XIX wieku został poddany około 1990 roku rozbiórce. Do września 2010 roku pozostałe budynki zespołu dworskiego pełniły funkcje schroniska dla nieletnich. Zarządzeniem Ministra Sprawiedliwości schronisko zostało zniesione z dniem 1 września 2010 roku i jednocześnie utworzono tu zakład poprawczy. Do dziś zachowały się resztki założenia parkowego oraz również stawy parkowe, stanowiące obecnie ostoję chronionych ptaków.
Na zapleczu III Dworu przez wiele lat funkcjonowała żwirownia.

## Położenie
Obszar dworski znajduje się na wschodnim skraju Trójmiejskiego Parku Krajobrazowego, u podnóża Góry Dantyszka. Na zboczu góry znajduje się zrujnowana, murowana muszla widokowa.